# Госстон (Луїзіана)
Госстон (англ. Hosston) — селище (англ. village) в США, в окрузі Каддо штату Луїзіана. Населення — 244 особи (2020).

## Географія
Госстон розташований за координатами 32°53′10″ пн. ш. 93°52′58″ зх. д. / 32.88611° пн. ш. 93.88278° зх. д. (32.886080, -93.882689).  За даними Бюро перепису населення США в 2010 році селище мало площу 7,20 км², з яких 6,92 км² — суходіл та 0,28 км² — водойми.

## Демографія
Згідно з переписом 2010 року, у селищі мешкало 318 осіб у 136 домогосподарствах у складі 96 родин. Густота населення становила 44 особи/км².  Було 164 помешкання (23/км²).
Расовий склад населення:
| - 72,3 % — білих - 23,0 % — чорних або афроамериканців - 0,3 % — азіатів |

До двох чи більше рас належало 3,8 %. Частка іспаномовних становила 1,6 % від усіх жителів.
За віковим діапазоном населення розподілялося таким чином: 20,1 % — особи молодші 18 років, 62,6 % — особи у віці 18—64 років, 17,3 % — особи у віці 65 років та старші. Медіана віку мешканця становила 47,8 року. На 100 осіб жіночої статі у селищі припадало 107,8 чоловіків;  на 100 жінок у віці від 18 років та старших — 100,0 чоловіків також старших 18 років.
Середній дохід на одне домашнє господарство  становив 43 971 долар США (медіана — 37 188), а середній дохід на одну сім'ю — 53 023 долари (медіана — 42 500). За межею бідності перебувало 24,2 % осіб, у тому числі 25,0 % дітей у віці до 18 років та 22,0 % осіб у віці 65 років та старших.
Цивільне працевлаштоване населення становило 113 осіб. Основні галузі зайнятості: освіта, охорона здоров'я та соціальна допомога — 22,1 %, сільське господарство, лісництво, риболовля — 19,5 %, транспорт — 15,0 %.